# Flying Dutchman

Riss

Der Flying Dutchman (Zeichen: FD) ist eine 2-Mann-one-design-Regattajolle.

## Geschichte
Der erste Entwurf wurde 1951 in den Niederlanden von Conrad Gülcher und Uus van Essen gefertigt und hatte Ähnlichkeiten mit der 15-Quadratmeter-Wanderjolle und dem Flying Fifteen.
1952 gab der damalige Präsident der IYRU (heute World Sailing) Sir Peter Scott dem Prototyp den Namen „Flying Dutchman“. Kurz danach fanden Vergleichsregatten mit vielen verschiedenen Booten (unter anderem Hornet, Sharpie, Caenton und Thistle) statt, die der Flying Dutchman für sich entschied. Das war die Geburtsstunde des Flying Dutchman, und die nationalen und internationalen Klassenorganisationen begannen, sich zu etablieren. In den sechziger Jahren gab es bereits Flotten in Europa, Nordamerika, Südafrika, Australien, Neuseeland, Venezuela, Argentinien und Thailand.
Viele technische Errungenschaften wurden im Flying Dutchman entwickelt. So unter anderem das Segelfenster, Spinnakertüte, Endlostrapez und das Rake. Durch seine vielseitigen Trimmmöglichkeiten und die immense Segelfläche in Relation zum Gewicht ist der Flying Dutchman eine rasante, jedoch anspruchsvolle Jolle, welche zur Beherrschung viel Können voraussetzt. Er gilt noch heute, fast 60 Jahre nach seiner Entwicklung, als schnellste konventionelle Jolle.
1960 ersetzte der Flying Dutchman den Sharpie bei den Olympischen Spielen und blieb bis 1992 olympisch. Doch bedeutete der Verlust des Olympiastatus nicht das Ende der Bootsklasse. Auch heute gibt es große Flotten unter anderem in Europa und Nordamerika.
Seit 2005 darf der Flying Dutchman auch mit einem Mast aus kohlenstofffaserverstärktem Kunststoff gesegelt werden.

## Der FD heute

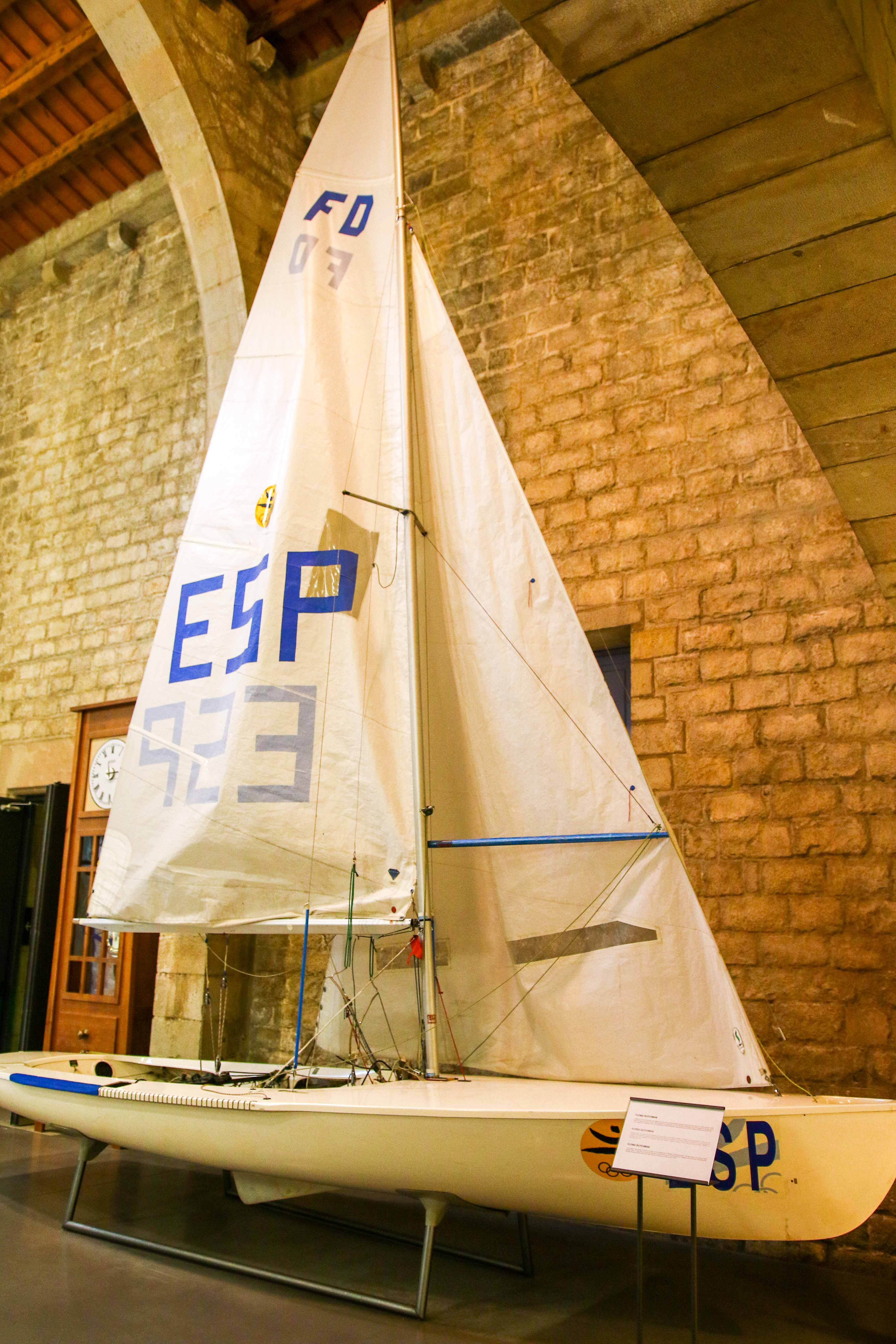
Der FD, mit dem die Spanier Luis Doreste und Domingo Manrique 1992 den olympischen Titel der Olympischen Spiele in Barcelona gewannen, Maritime Museum, Barcelona (2009)

Auch über 30 Jahre nach Verlust des olympischen Status findet sich vor allem in Europa und Nordamerika eine große Gemeinschaft an FD-Seglern, welche regelmäßig Meisterschaften austragen. Zu den bekanntesten gehören hierbei der FD-Cup, die deutsche Meisterschaft und die Weltmeisterschaft.
Die Zahl der Werften, welche den FD serienmäßig herstellen ist jedoch in letzter Zeit stark zurückgegangen. Der wohl bekannteste Hersteller in Deutschland ist die Bootswerft Leonhard Mader GmbH aus Waging am See (Bayern).

## Berühmte Flying-Dutchman-Segler

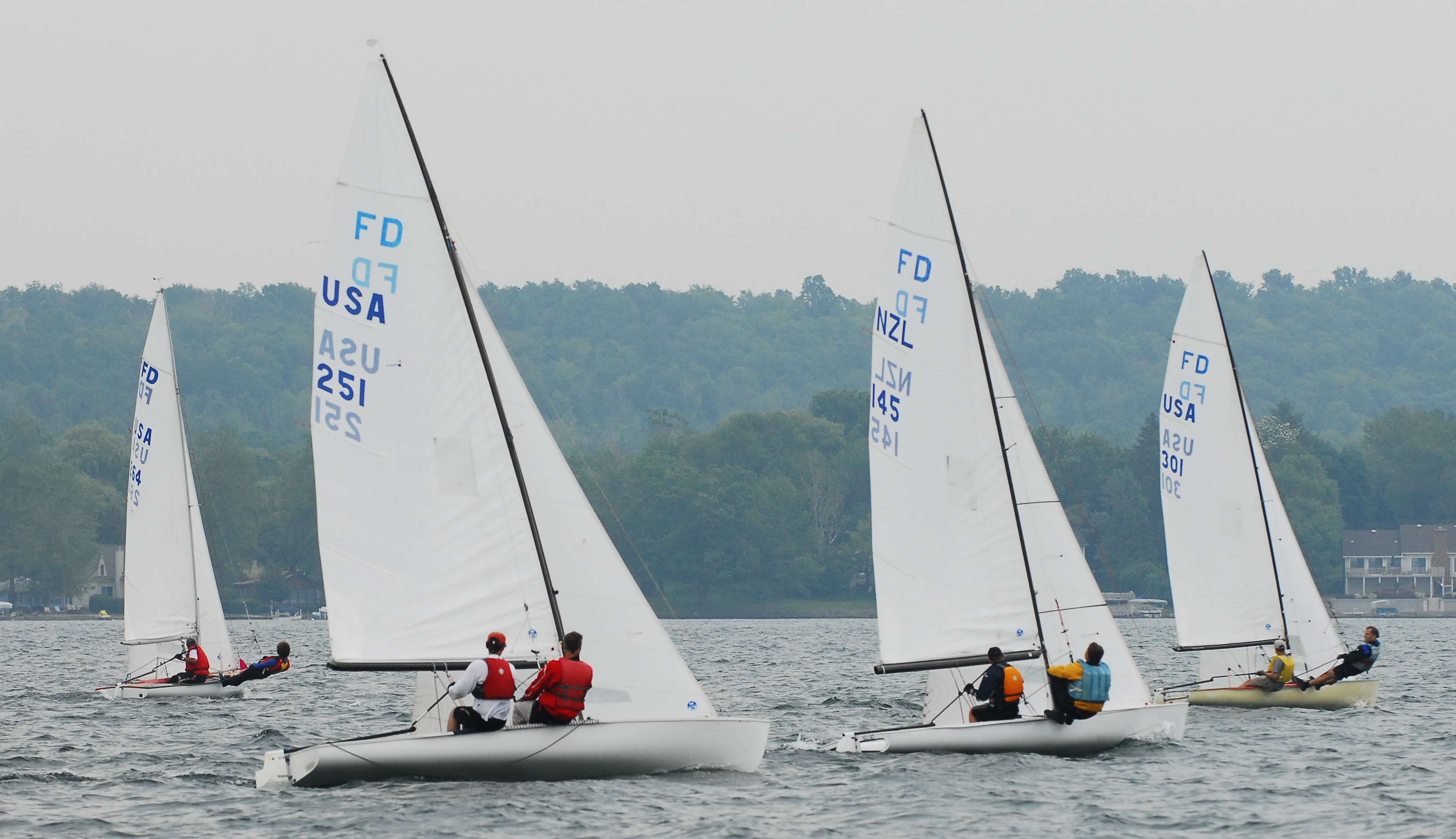
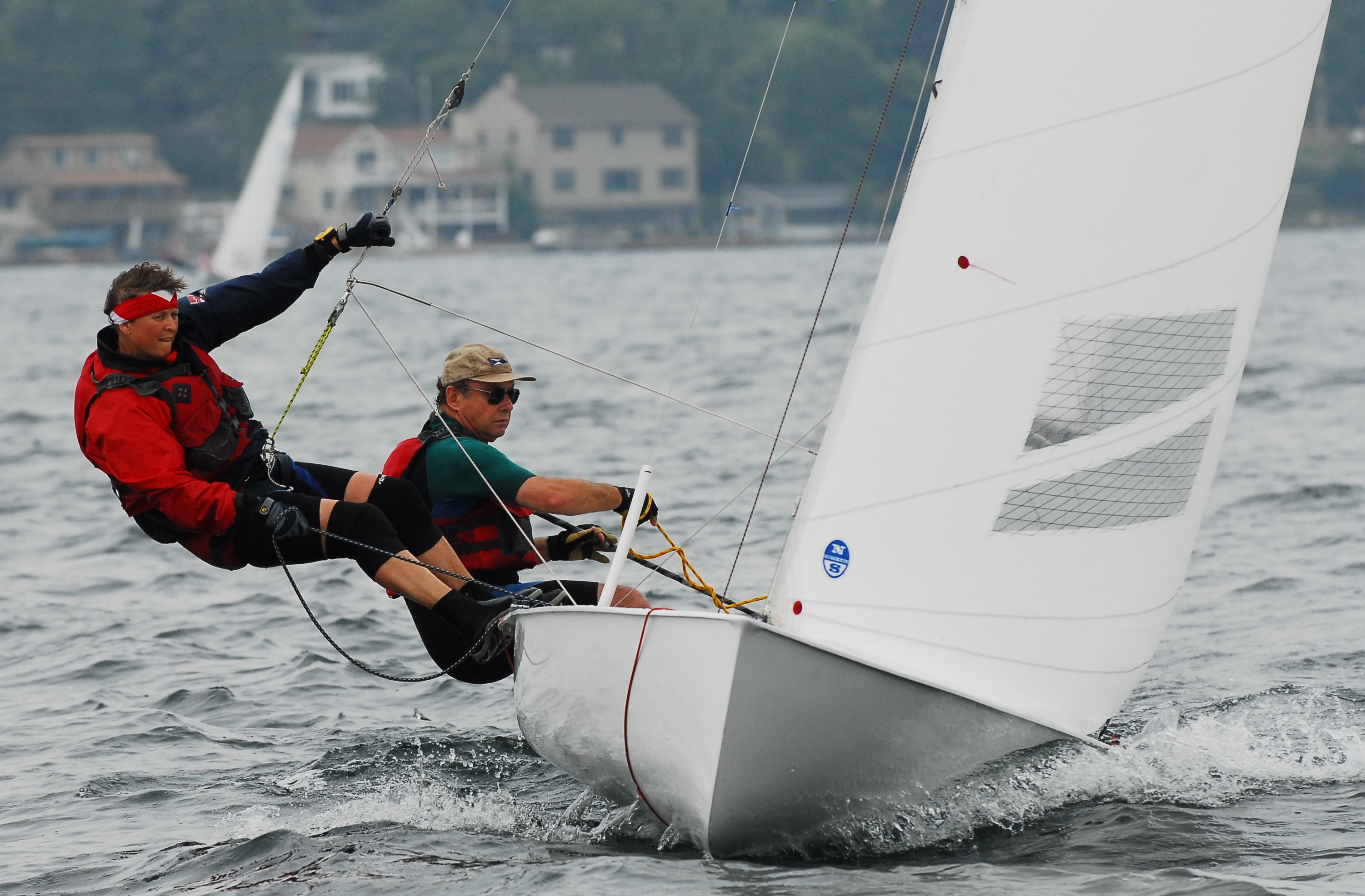
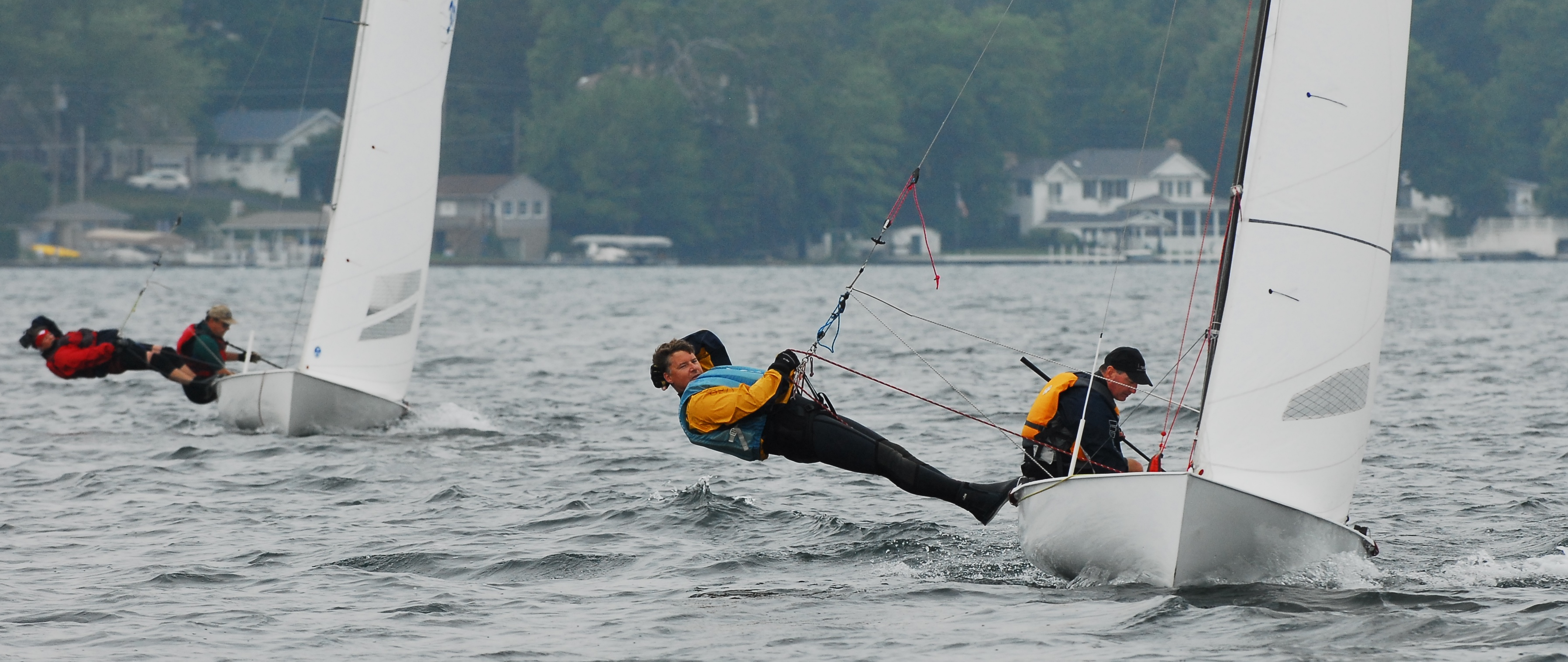

Zu berühmten Flying-Dutchman-Seglern zählt Rodney Pattison, der 1968 und 1972 olympisches Gold und 1976 Olympiasilber gewann, von 1969 bis 1971 dreimal in Folge Weltmeister und von 1968 bis 1975 sechsmal Europameister wurde. Auch Keith Musto, welcher 1964 zusammen mit Tony Morgan die olympische Silbermedaille in Tokio gewann, gehört zu den berühmten FD-Seglner. Die Brüder Jörg und Eckart Diesch holten 1975 bis 1986 acht Medaillen bei Weltmeisterschaften und 1976 olympisches Gold. Ihr Vetter Albert „Alba“ Batzill wurde von 1978 bis 1989 viermal Weltmeister und gewann insgesamt sieben Medaillen bei Flying-Dutchman-Weltmeisterschaften und drei Bronzemedaillen bei Europameisterschaften (1975, 1988, 1991). Der Däne Jørgen Bojsen-Møller ersegelte 1988 Olympiagold und vier Jahre später olympisches Bronze; zwischen 1988 und 1993 sowie 2001 und 2007 holte Bojsen-Møller sechs Weltmeistertitel und 1979, 2003, 2006 und 2007 − d. h. 28 Jahre nach seinem ersten Titelgewinn − vier Europameistertitel.